# Formatie van Kortrijk
De Formatie van Kortrijk of Kortrijk Formatie (sic, afkorting: Ko; genoemd naar de West-Vlaamse stad Kortrijk) is een geologische formatie in de Belgische ondergrond.

## Voorkomen
De kleien van de Formatie van Kortrijk werden afgezet in de zuidelijke Noordzee. Deze eenheid wordt bijgevolg ook aangetroffen in Nederland, Noord-Frankrijk en het Verenigd Koninkrijk (London Clay). Binnen België is de Formatie van Kortrijk in de ondergrond aanwezig  in het grootste deel van Vlaanderen, uitgezonderd Limburg. Het dagzoomt in het noorden van Henegouwen, het zuiden van West- en Oost-Vlaanderen en in Waals-Brabant.

## Kenmerken
De formatie bestaat voornamelijk uit zuivere mariene kleilagen uit het Ypresiaan (Vroeg-Eoceen, rond 52 miljoen jaar oud), maar is soms zandig of siltig. Vooral in het Brabant en in de Kempen, is de formatie relatief zandiger. Soms komen fossielen of bioturbatie voor. In het uiterste westen van België vormt de formatie een 125 meter dik pakket in de ondergrond, maar naar het oosten toe wordt de dikte geleidelijk aan minder. In het oosten van de provincies Antwerpen en Vlaams-Brabant wigt de formatie ten slotte, als gevolg van erosie, onder de bovenliggende Formatie van Sint-Huibrechts-Hern vrij abrupt uit. Er is dus sprake van een hoekdiscordantie.

## Stratigrafie
Binnen de Formatie van Kortrijk worden in principe vier leden onderscheiden: de Klei van Mont Héribu, de Klei van Orchies (vroeger: Saint-Maur), de Klei van Roubaix (vroeger: Moen) en de Klei van Aalbeke. In de buurt van Knokke komt aan de basis van de formatie nog een vijfde lid voor: de Klei van Het Zoute, afgezet toen de rest van Vlaanderen nog boven zeeniveau lag. De Formatie van Kortrijk vormt het onderste gedeelte van de Ieper Groep en ligt meestal onder de eveneens tot deze groep behorende Formatie van Tielt (marien zand uit het Laat-Ypresiaan). Onder de formatie bevinden zich meestal afzettingen van de Laat-Paleocene formaties van Tienen en Hannut (uit de Landen Groep).